# هنر آکادمیک

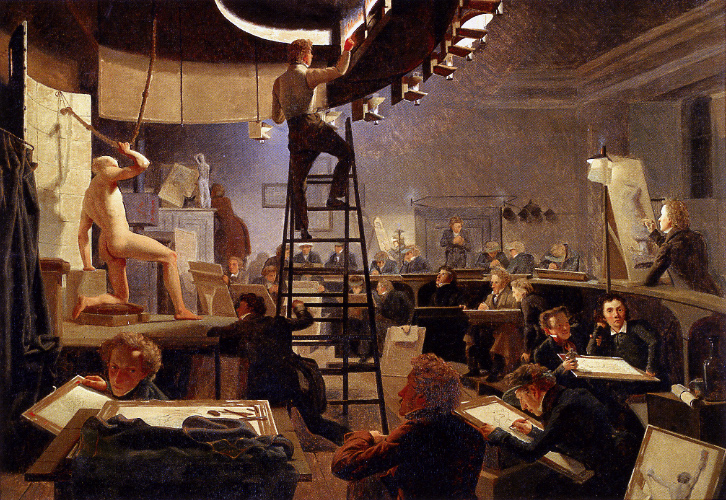
کلاس مدل در آکادمی کپنهاگن ویلهلم بندز، ۱۸۲۶

هنر آکادمیک (به انگلیسی: Academic art) سبکی است در نقاشی و مجسمه‌سازی که آثار آن طبق یک سری قوانین از پیش تعیین شده و عموماً زیر نظر یک مؤسسهٔ رسمی، آکادمی یا مدرسه خلق می‌شوند.
در گذشته هنر آکادمیک به هنری گفته می‌شد که از نظر ترکیب‌بندی، طراحی یا کاربرد رنگ پیرو استانداردهای وضع شده توسط آکادمی‌های فرانسه باشد، اما امروزه این اصطلاح به معنی محافظه‌کاری و فقدان خلاقیت استفاده می‌شود.